# أوليغ دافيدوف
أوليغ دافيدوف هو لاعب كرة قدم أوكراني، ولد في 29 مارس 1982.